# Francileudo Dos Santos Silva
Francileudo Dos Santos Silva (Zé Doca, 20 maart 1979) is een profvoetballer van Braziliaanse afkomst. Sinds december 2003 heeft hij de Tunesische nationaliteit.
Dos Santos werd in Brazilië ontdekt door Standard Luik. Veel succes had de aanvaller niet en hij vertrok naar Etoile du Sahel uit de Tunesische stad Sousse. Dos Santos scoorde in twee seizoenen bij Etoile 32 goals in 50 wedstrijden. In 2000 volgde hij trainer Jean Fernandez naar de Franse tweededivisie-club FC Sochaux. Mede door de doelpunten van Dos Santos keerde FC Sochaux in 2001 terug in de Ligue 1 en won de club in 2004 de Coupe de la Ligue. In 2005 vertrok Dos Santos voor 3.35 miljoen euro naar Toulouse FC.
Aangezien Dos Santos weinig kansen zag op een plek in het Braziliaans elftal, besloot hij zich in 2000 te naturaliseren tot Tunesiër. Hij debuteerde voor het nationaal elftal in 2000 tegen Benin en Dos Santos scoorde direct. In 2004 had hij met vier doelpunten (waarvan één in de finale tegen Marokko) een belangrijk aandeel in de Africa Cup-winst van Tunesië in 2004. In 2005 nam Dos Santos met Tunesië deel aan de Confederations Cup. De Adelaars van Carthago wisten echter alleen van Australië te winnen (2-0). Dos Santos maakte beide doelpunten. In 2006 behoorde Dos Santos tot de Tunesische selectie voor de Africa Cup. In 2008 heeft hij zijn interlandcarrière beëindigd.

## Statistieken
| seizoen    | club               | land                 | competitie        | wed. | goals |
| ---------- | ------------------ | -------------------- | ----------------- | ---- | ----- |
| 1996/97    | Standard Luik      | Vlag van België      | Jupiler League    | 0    | 0     |
| 1997/98    | Standard Luik      | Vlag van België      | Jupiler League    | 7    | 0     |
| 1998/99    | Etoile du Sahel    | Vlag van Tunesië     | CLP Ligue 1       | 22   | 18    |
| 1999/00    | Etoile du Sahel    | Vlag van Tunesië     | CLP Ligue 1       | 28   | 14    |
| 2000/01    | FC Sochaux         | Vlag van Frankrijk   | Ligue 2           | 31   | 21    |
| 2001/02    | FC Sochaux         | Vlag van Frankrijk   | Ligue 1           | 22   | 1     |
| 2002/03    | FC Sochaux         | Vlag van Frankrijk   | Ligue 1           | 31   | 8     |
| 2003/04    | FC Sochaux         | Vlag van Frankrijk   | Ligue 1           | 29   | 14    |
| 2004/05    | FC Sochaux         | Vlag van Frankrijk   | Ligue 1           | 31   | 9     |
| 2005/06    | Toulouse FC        | Vlag van Frankrijk   | Ligue 1           | 23   | 5     |
| 2006/07    | → FC Zürich (huur) | Vlag van Zwitserland | Axpo Super League | 8    | 4     |
| 2007/08    | Toulouse FC        | Vlag van Frankrijk   | Ligue 1           | 3    | 0     |
| 2008/09    | FC Sochaux         | Vlag van Frankrijk   | Ligue 1           | 16   | 2     |
| 2009/10    | FC Istres          | Vlag van Frankrijk   | Ligue 2           | 11   | 1     |
| 2010/11    | Etoile du Sahel    | Vlag van Tunesië     | CLP Ligue 1       | 17   | 4     |
| 2011/12    | Etoile du Sahel    | Vlag van Tunesië     | CLP Ligue 1       | 0    | 0     |
| Bijgewerkt | 28-08-2011         |                      |                   |      |       |